# Estanyardo
L'Estanyardo és una muntanya de 2.625 metres que es troba a cavall dels termes municipals d'Alt Àneu (antic terme d'Isil), i de la Guingueta d'Àneu (antic terme d'Unarre), a la comarca del Pallars Sobirà.
Està situat en el sector nord-est del terme, a migdia del Pic d'Àtics, en el sector sud-occidental de la Serra de Pilàs, a prop i al nord-est del Pic de Pilàs.